# Strzegomka (dopływ Bystrzycy)
Strzegomka (Czarna woda, Strzyga, Wystrzyca Strzygowska, Srygowska Wystrzyca, Strzygonka, Strzygłowska woda) – rzeka, lewy dopływ Bystrzycy o długości 79,35 km i powierzchni dorzecza 555 km².
Rzeka płynie w województwie dolnośląskim. Wypływa z południowego zbocza Łysicy w Górach Wałbrzyskich, na zachód od Starych Bogaczowic. Płynie przez Góry Wałbrzyskie, Pogórze Wałbrzyskie, Przedgórze Sudeckie i Nizinę Śląską w kierunku przeważnie północno-wschodnim. Tworzy liczne zakola. Przepływa m.in. przez Strzegom, Stare Bogaczowice, Dobromierz, Łażany i Pełcznicę. Nieopodal Pogórza Bolkowskiego w Dobromierzu przepływa przez zbiornik retencyjny Jezioro Dobromierz. Uchodzi do Bystrzycy w pobliżu miejscowości Samotwór, niedaleko granicy administracyjnej Wrocławia. Jej prawymi dopływami są Pełcznica i Czyżynka.
Do 1945 w Łażanach znajdował się najstarszy most żelazny Śląska i Europy kontynentalnej, pochodzący z 1796 r., w produkcji którego uczestniczył John Baildon.
Rzeka dawniej nazywana była Strzygą. Zapis ten zastosował Maciej Bogusz Stęczyński w swej powieści Śląsk. Zaś Walery Kopernicki stosował nazwy Wystrzyca Strzygowska i Srygowska Wystrzyca. W Słowniku Geograficznym Królestwa Polskiego występuje zaś Strzygonka i Strzygłowska woda.